# René Dérency
René Dérency (ur. 27 maja 1925 w Sochaux, zm. 18 października 1954 w Nantes) – francuski koszykarz. Wraz z reprezentacją Francji zdobył srebrny medal podczas letnich igrzysk olimpijskich w 1948.
Zmarł 18 października 1954 w wypadku samochodowym.